# Rancon
Rancon ist eine französische Gemeinde mit 477 Einwohnern (Stand: 1. Januar 2022)  in der Region Nouvelle-Aquitaine, im Département Haute-Vienne, im Arrondissement Bellac und im Kanton Châteauponsac. Sie grenzt im Nordwesten an Droux, im Nordosten an Villefavard, im Osten an Châteauponsac, im Südosten an Balledent, im Süden an Saint-Pardoux-le-Lac mit Roussac, im Südwesten an Saint-Junien-les-Combes und im Westen an Blanzac. Die Bewohner nennen sich Ranconniers.

## Bevölkerungsentwicklung
| Jahr      | 1962 | 1968 | 1975 | 1982 | 1990 | 1999 | 2008 | 2018 |
| --------- | ---- | ---- | ---- | ---- | ---- | ---- | ---- | ---- |
| Einwohner | 911  | 860  | 733  | 652  | 544  | 519  | 542  | 494  |

## Sehenswürdigkeiten
- Kirche Saint-Pierre-ès-Liens
- Kriegerdenkmal, Monument historique

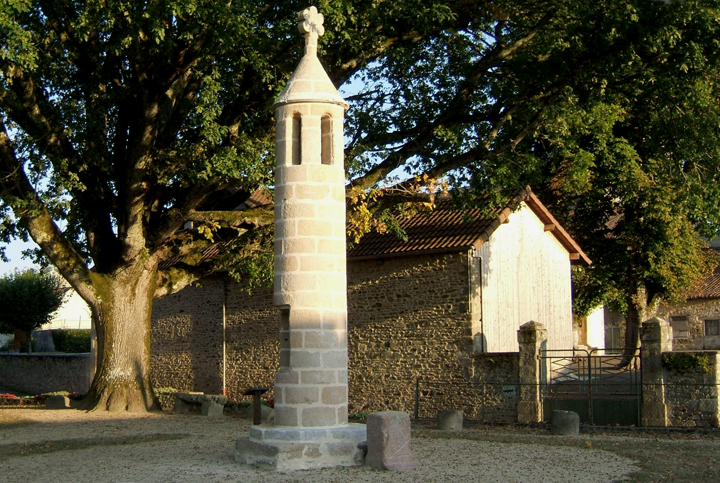
Kriegerdenkmal
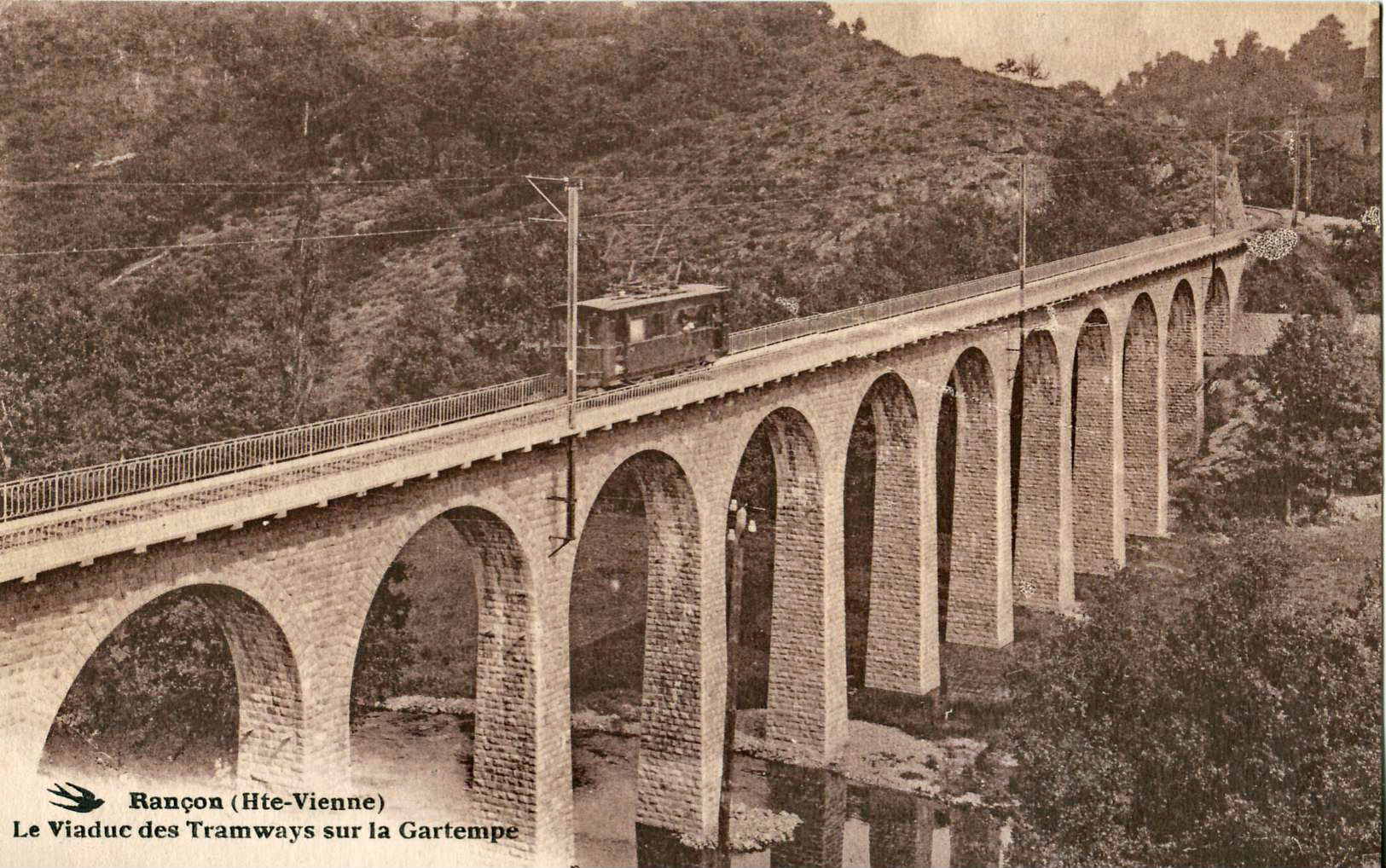
Eisenbahnviadukt über der Gartempe. Die schmalspurige Bahnlinie war zwischen 1911 und der Zeit des Ersten Weltkriegs in Betrieb.